# أكيلي سوتشارد
أكيلي سوتشارد (بالفرنسية: Achille Souchard)‏ مواليد 1900 - وفيات 1976، كان دراج فرنسي. سبق أن شارك في دورة الألعاب الأولمبية الصيفية وفاز بميدالية أولمبية.

## الميداليات
| الميدالية | المسابقة                       |
| --------- | ------------------------------ |
| ذهبية     | الألعاب الأولمبية الصيفية 1920 |

## روابط خارجية
- أكيلي سوتشارد على موقع أرشيف الدراجات (الإنجليزية)
- أكيلي سوتشارد على موقع إحصائيات الدراجات الإحترافية (الإنجليزية)
- أكيلي سوتشارد على موقع أوليمبيديا (الإنجليزية)
- profile